# Nokia 1650
Nokia 1650 – klasyczny telefon komórkowy wyprodukowany przez firmę Nokia.

## Funkcje dodatkowe
- budzik
- stoper
- minutnik
- kalendarz
- latarka
- wymienne obudowy
- wbudowany zestaw głośnomówiący
- radio FM
- dzwonki polifoniczne